# Per Kristian Bråtveit
Per Kristian Worre Bråtveit (ur. 15 lutego 1996 w Haugesund) – norweski piłkarz grający na pozycji bramkarza w Djurgårdens IF.

## Kariera
Karierę rozpoczął w 2012 roku w FK Haugesund. 17 listopada 2014 zadebiutował w młodzieżowej reprezentacji Norwegii przeciwko reprezentacji Belgii U-21. 19 grudnia 2018 został zawodnikiem Djurgårdens IF. W marcu 2019 został powołany do seniorskiej reprezentacji Norwegii.